# Orde van Verdienste voor de Militaire Rechtspraak
De Orde van Verdienste voor de Militaire Rechtspraak (Portugees: Ordem do Mérito Jurídico Militar) werd op 20 februari 1958 ingesteld voor verdiensten voor het Hoge Militaire Gerechtshof (Portugees: Supremo Tribunal Militar).
Het lint van de Orde is wit-blauw-wit-rood-blauw-rood-geel-blauw-geel.